# Proporczyki jednostek broni pancernej PSZ
Proporczyki jednostek broni pancernej PSZ – oznaki poszczególnych jednostek organizacyjnych broni pancernej PSZ na Zachodzie

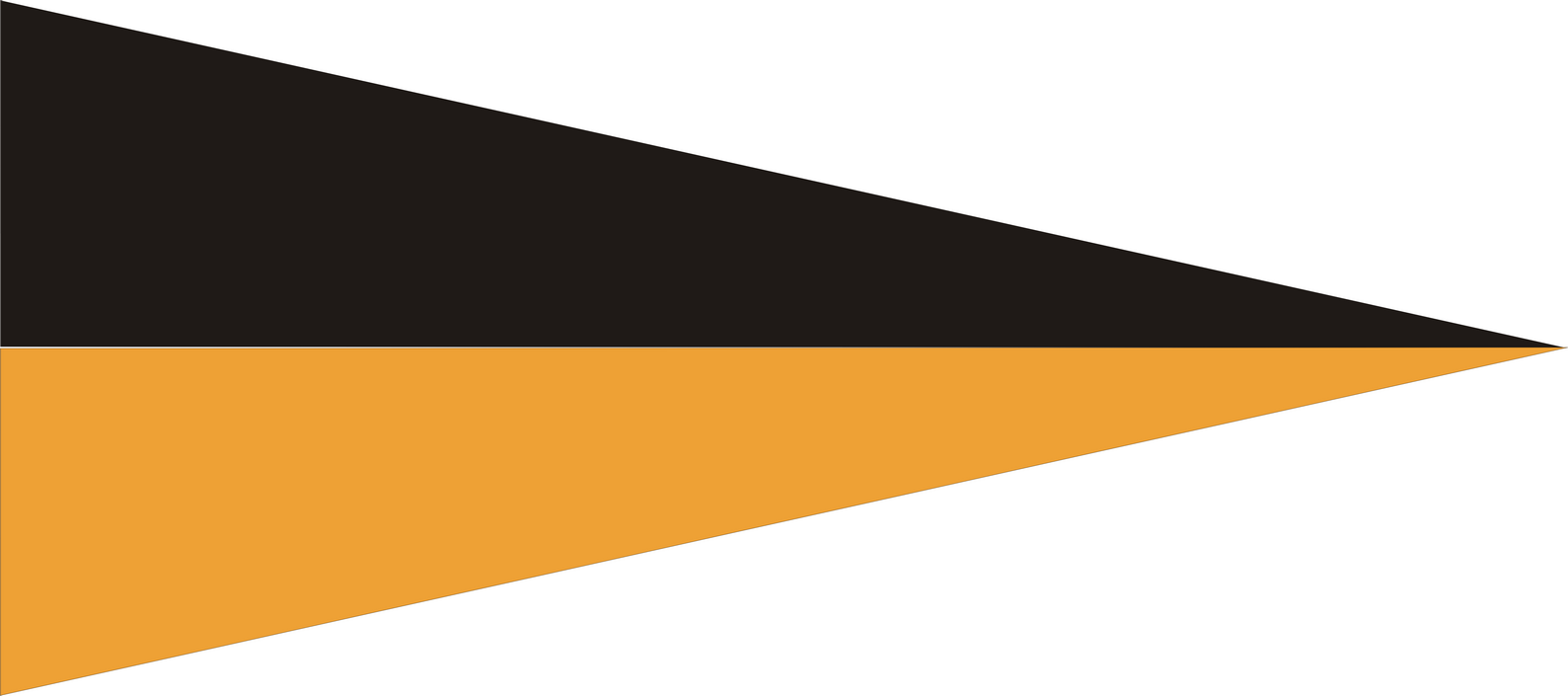
Proporczyk broni pancernej

Znak pancerny

## Opis
Barwy proporczyków miały zawsze zasadnicze barwy broni pancernej – czarną i pomarańczową. 16 Samodzielna Brygada Pancerna zachowała proporczyki trójkątne. W pułkach pancernych (l. 2. i 3.) paski (żyłki) wzdłuż środka proporczyków były zgodne tradycyjną kolejnością barw, tj. karmazynowy (amarantowy lub czerwony) dla 1 pułku, biały dla 2 pułku, żółty dla 3 pułku. Natomiast Pułk 4 Pancerny (pierwszy z kolei w brygadzie) oraz Pułk 6 Pancerny (trzeci z kolei), przyjęły brytyjską kolejność kolorów, tj. czerwony pasek dla 4 ppanc, niebieski dla 6 ppanc. Centrum Wyszkolenia Wojsk Pancernych i Pułk 7 Pancerny posiadał proporczyki łączące barwy pancerne z ogólnokawaleryjskimi. Służby Warsztatowo-Naprawcze 1 Dywizji Pancernej i 16 Samodzielnej Brygady Pancernej zachowały polskie barwy pancerne, natomiast Służba Warsztatowo-Naprawcza 2 DPanc nosiła proporczyki w kolorach swego brytyjskiego odpowiednika (Royal Electrical and Mechanical Engineers – R.E.M.B.).
Oprócz pułków kultywujących tradycje broni pancernych II RP istniało także dwanaście pułków pancernych i rozpoznawczych o rodowodzie kawaleryjskim. Pułki te zachowały swoje dawne proporczyki i otoki na rogatywkach. Dwa nowe pułki Pułk Ułanów Karpackich i 10 Pułk Huzarów przyjęły inne proporczyki. Pułk Ułanów Karpackich: w górnej połowie ciemnoniebieskie, w dolnej pąsowe, z nałożonymi na nich białymi dwiema palmami i półksiężycem dla upamiętnienia swych walk na pustyni Libijskiej w r. 1941. 10 p huz miał proporczyki błękitne z nałożonym złotym węzłem (znakiem) huzarskim w kształcie trenu.
Wymiary proporczyków

Proporczyki pancerne w kształcie trójkąta równoramiennego miały długość 45 mm, szerokość u podstawy 20 mm.
Proporczyki kawaleryjskie o rozdwojonych i ostro ściętych końcach miały długość krawędzi – 50 mm., długość wzdłuż linii środkowej 20 mm, szerokość 20 mm.
Szerokości paska, wzdłuż środka proporczyków (żyłki), rozkaz nie określał. Zazwyczaj wynosiła ona ok. 2 mm.
Po przetransportowaniu 2 Korpusu do Włoch przyjęto tam proporczyki kawaleryjskie, wykonane z metalu lub z kolorowego plastyku. Zmieniono również ich rozmiary, a krótką krawędź i ostre końce proporczyków odchylono od pionu pod kątem 25 stopni. Zmodyfikowane proporczyki miały zazwyczaj następujące rozmiary: długość górnej i dolnej krawędzi 55–56 mm, długość wzdłuż linii środkowej 27–28 mm, szerokość paska wzdłuż środka 2 mm.

## Opis poszczególnych proporczyków
| Grafika | Opis proporczyka |
| ------- | --- |
|         | 1 Pułk Pancerny (PSZ) Proporczyk kroju kawaleryjskiego czarno-pomarańczowe z amarantowym (w rzeczywistości pąsowym) paskiem przez środek. |
|         | 2 Pułk Pancerny (PSZ) Proporczyki kroju kawaleryjskiego czarno-pomarańczowe z białym paskiem przez środek. |
|         | 3 Pułk Pancerny (PSZ) Proporczyki trójkątne czarno-pomarańczowe z żółtym paskiem przez środek. |
|         | 4 Pułk Pancerny (PSZ) Proporczyki kroju kawaleryjskiego czarno-pomarańczowe z pąsowym paskiem przez środek i nałożonym skorpionem z białego metalu; na berecie po lewej stronie skorpion z białego metalu (haftowany srebrną nitką u oficerów) na pąsowym sukiennym podkładzie w kształcie rombu. |
|         | 5 Pułk Pancerny (PSZ) Proporczyki trójkątne czarno-pomarańczowe z pąsowym paskiem przez środek. |
|         | 6 Pułk Pancerny „Dzieci Lwowskich” Proporczyki trójkątne, czarno-pomarańczowe z niebieskim paskiem przez środek; na berecie złoty lew z herbu Lwowa, z żółtego metalu (u oficerów haftowany złotą nitką), na niebieskim sukiennym rombie.                                                         |
|         | 7 Pułk Pancerny (PSZ) Proporzec dowódcy pułku Proporczyki kroju kawaleryjskiego w górnej części amarantowy, w dolnej ciemnoniebieski z paskiem czarno-pomarańczowym przez środek i nałożonym "ramieniem pancernym" z białego metalu.                                                              |
|         | 16 Brygada Pancerna (PSZ) Sztab i Kwatera Główna 16 BPanc i szwadron sztabowy nosił proporczyki trójkątne czarno-pomarańczowe. |
|         | 10 Brygada Kawalerii Pancernej (PSZ) Oficerowie broni pancernej sztabu 10 BPanc nosili czarno-pomarańczowe proporczyki kroju kawaleryjskiego; Szwadron sztabowy - proporczyki kroju kawaleryjskiego czarne z pomarańczowym trójkątem.                                                             |
|         | 2 Warszawska Dywizja Pancerna Sztab i Kwatera Główna 2 Dywizji Pancernej nosiła proporczyki kroju kawaleryjskiego czarne z białym paskiem przez środek. |
|         | 2 Warszawska Brygada Pancerna Proporczyki kroju kawaleryjskiego zielone z czarnym paskiem przez środek. |
|         | 1 Dywizja Pancerna (PSZ) Oficerowie broni pancernej sztabu 1 Dywizji Pancernej nosili czarno-pomarańczowe proporczyki kroju kawaleryjskiego; Szwadron sztabowy - proporczyki kroju kawaleryjskiego czarne z pomarańczowym trójkątem.                                                              |
|         | l Szwadron Czołgów Zapasowych (1 DPanc) Proporczyki kroju kawaleryjskiego czarno-pomarańczowe. |
|         | 9 Wysunięty Szwadron Czołgów Zapasowych (2 DPanc) Proporczyki kroju kawaleryjskiego czarne z pomarańczowym paskiem przez środek; na berecie biało-metalowy hełm rycerski z opuszczoną przyłbicą i pióropuszem na sukiennym pomarańczowym rombie.                                                  |
|         | Służba Warsztatowa 1 DPanc Proporczyki kroju kawaleryjskiego czarne z pomarańczowym paskiem przez środek. |
|         | Służba Warsztatowa 2 DPanc Proporczyki kroju kawaleryjskiego niebiesko-pąsowe z żółtym trójkątem; na berecie proporczyk. |
|         | Służba Warsztatowa 16 BPanc Proporczyki trójkątne czarne z pomarańczowym paskiem przez środek. |
|         | Pociągi pancerne w Wielkiej Brytanii Proporczyki trójkątne czarno - pomarańczowe. |
|         | Centrum Wyszkolenia Pancernego i Technicznego Proporczyki trójkątne czarno-pomarańczowe. |
|         | Centrum Wyszkolenia Wojsk Pancernych Proporczyki kroju kawaleryjskiego amarantowo-granatowe z trójkątem, w górnej połowie czarnym, w dolnej pomarańczowym; na berecie proporczyk jak wyżej. |
|         | Żołnierze broni pancernej bez przydziału Proporczyki trójkątne czarno-pomarańczowe. |
|         | Pułk Ułanów Karpackich Proporczyki w górnej połowie ciemnoniebieskie, w dolnej pąsowe, z nałożonymi na nich biało-metalowymi dwiema palmami i półksiężycem dla upamiętnienia swych walk na Pustyni Libijskiej w 1941                                                                              |
|         | 10 Pułk Huzarów Wołyńskich Proporczyki błękitne z nałożonym złotym węzłem (znakiem) huzarskim w kształcie trenu oraz taki sam lecz większego rozmiaru tren przy berecie. |
|         | 24 Pułk Ułanów Proporczyki kroju kawaleryjskiego białe z żółtym paskiem przez środek |
|         | 1 Pułk Ułanów Krechowieckich Proporczyki kroju kawaleryjskiego amarantowo-białe |
|         | 3 Pułk Ułanów Śląskich Proporczyki kroju kawaleryjskiego żółto-białe |
|         | 15 Pułk Ułanów Poznańskich |
|         | 14 Pułk Ułanów Jazłowieckich Proporczyki kroju kawaleryjskiego żółte z białym paskiem przez środek |
|         | 9 Pułk Ułanów Małopolskich |
|         | 7 Pułk Ułanów Lubelskich |
|         | 12 Pułk Ułanów Podolskich |
|         | 25 Pułk Ułanów Wielkopolskich |
|         | 10 Pułk Strzelców Konnych Proporczyki szmaragdowo-żółte z białą żyłką pośrodku |